# دیه‌گو اولیویرا دی کی‌روش
دیه گو اولیویرا دی کی‌روش (به پرتغالی: Diego Queiróz de Oliveira) مهاجم اهل برزیل است که در شهر کوریتیبا و در تاریخ ۲۲ ژوئن ۱۹۹۰ به دنیا آمده‌است.
دیه گو اولیویرا دی کی‌روش در تیم‌های فوتبال Paraná Clube سابقهٔ حضور دارد.